# 㭴村宽一
樫村宽一（1921年7月5日—1944年3月6日），大日本帝國海軍战斗机驾驶员。
在中国作战时曾和一架迎面冲过来的霍克III型相撞，左翼被撞断三分之一。返回公大基地降落时撞毁，不过樫村人安然無恙。1943年3月6日，樫村宽一在拉塞尔群岛上空与F4F战斗机交战时阵亡。生前军衔海軍飛行兵曹長，死后追授予海军少尉。樫村宽一生前共擊落10架飛機。